# Csehország javasolt világörökségi helyszínei
Csehország területéről eddig tizenhét helyszín került fel a világörökségi listára, tizenhárom helyszín a javaslati listán várakozik a felvételre.
| Név | Kép | Típus      | kritérium         | Év   | Link |
| --- | --- | ---------- | ----------------- | ---- | ---- |
| Slavonice reneszánsz házai                                                                              |     | kulturális | I, II, IV         | 2001 | 1507 |
| A Trebon-medence halastavai                                                                             |     | kulturális | I, II, III, IV, V | 2001 | 1509 |
| A Cseh Paradicsom sziklavárosai                                                                         |     | természeti | -                 | 2001 | 1511 |
| Mikulcice erődített települése - Köpcsényi Szent Margit-templom                                         |     | kulturális | III, V            | 2001 | 1559 |
| Ostrava ipari együttese                                                                                 |     | kulturális | I, IV, V          | 2001 | 1560 |
| Terezín erődje                                                                                          |     | kulturális | I, II, IV         | 2001 | 1561 |
| Luhačovice gyógyfürdője                                                                                 |     | kulturális | I, II, III, IV    | 2001 | 1562 |
| Betlém sziklaszobrok                                                                                    |     | kulturális | I, II, IV         | 2001 | 1563 |
| Karlštejn vára                                                                                          |     | kulturális | I, II, IV         | 2001 | 1564 |
| Prága történelmi központja helyszín kiterjesztése a környezetében fekvő műemlékekkel                    |     | kulturális | I, II, IV         | 2001 | 1565 |
| Ještěd hegycsúcsi szálloda és TV-torony                                                                 |     | kulturális | I, II, IV         | 2007 | 5152 |
| Bubeneč régi szennyvíztisztító telepe                                                                   |     | kulturális | II, IV            | 2024 | 6485 |
| Európai papírmalmok Csehország, Lengyelország, Németország, Olaszország és Spanyolország közös jelölése |     | kulturális | II, III, IV       | 2024 | 6757 |